# ゲーラ
ゲーラ（Gera）はドイツ連邦共和国の都市。テューリンゲン州に属する。人口は約9.5万人。
2007年の春から夏にかけて、近隣のロンネブルク市と共同で開催されたBUGA（Bundesgartenschau／連邦庭園見本市）に伴い、大規模なインフラの整備が行われ、ゲーラ市立劇場（Bühne der Stadt Gera)も改修された。

## 地勢・産業
州都であるエアフルトに続くテューリンゲン州第二の都市であり、繊維・金属などの工業が盛ん。近隣の都市としては、35キロメートル南東のツヴィッカウ、35キロメートル西のイェーナ、55キロメートル北東のライプツィヒなどが挙げられる。

## 歴史
1237年、都市特権を獲得した。17世紀の三十年戦争では、スウェーデン軍によって街の3分の1程度が破壊された。第二次世界大戦後は、東ドイツに属し、ゲーラ県の県都であった。また、東ドイツ時代にはプルトニウムの再生設備があった。

## 交通
- ゲーラ市電

## 姉妹都市
- アーネム、オランダ
- クオピオ、フィンランド
- ゴラジュデ、ボスニア・ヘルツェゴビナ
- サン＝ドニ、フランス
- スキェルニェヴィツェ、ポーランド
- スリヴェン、ブルガリア
- ティミショアラ、ルーマニア
- ニュルンベルク、ドイツ
- プルゼニ、チェコ
- フォートウェイン、アメリカ合衆国
- プスコフ、ロシア
- ロストフ・ナ・ドヌ、ロシア

## ゲーラ出身の著名人
- マルリース・ゲール - 陸上競技選手。
- ハイケ・ドレクスラー - 陸上競技選手。
- オラフ・ルードヴィッヒ - 自転車競技選手。
- ハンカ・クフェルナーゲル - 女子自転車競技選手。
- ヴォルフガング・ティーフェンゼー - 政治家。連邦運輸・建設・住宅大臣。
- ビアンカ・シュミット - 女子サッカー選手。

## ギャラリー

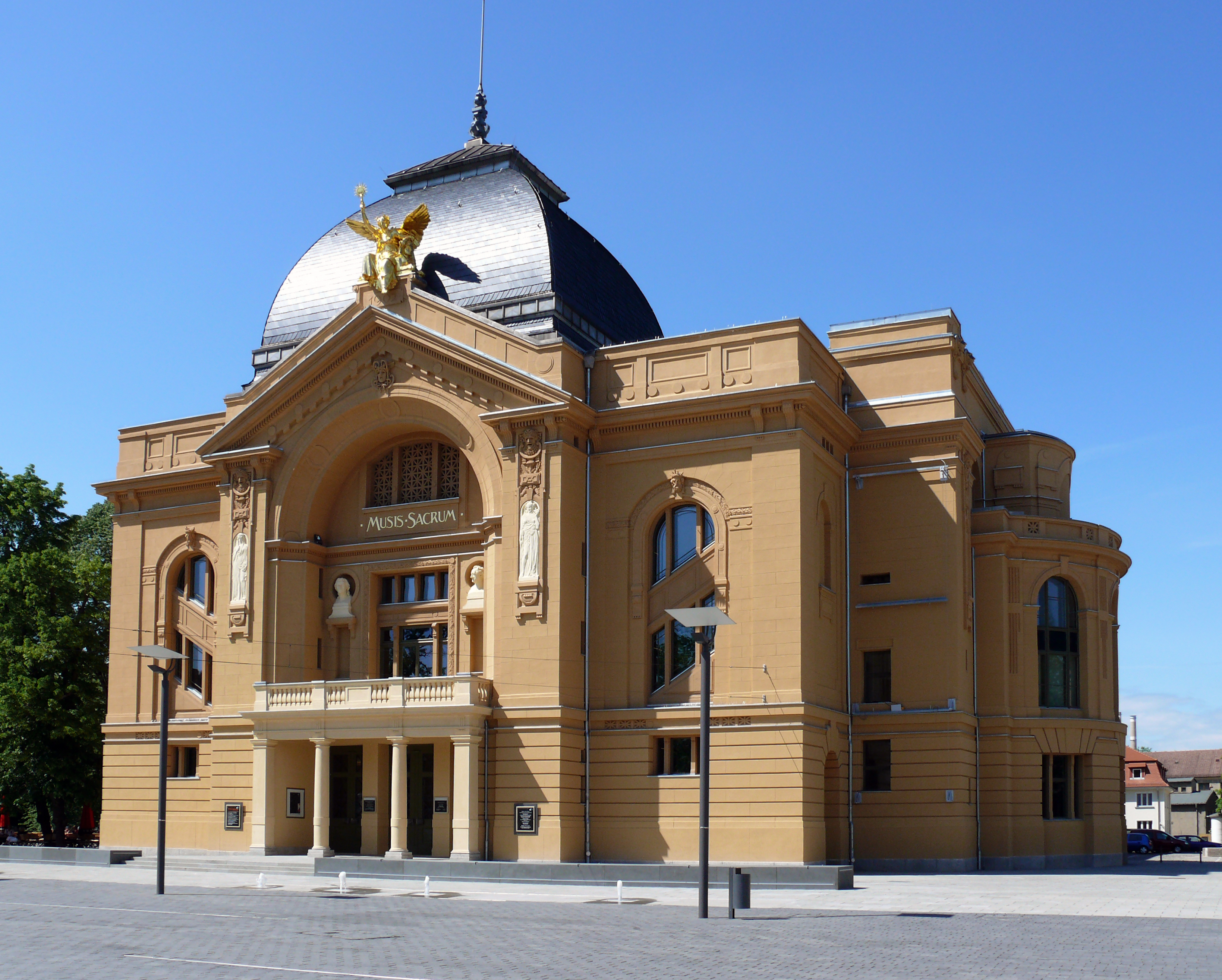
ゲーラ市立劇場